# Grades et insignes de la Marine militaire roumaine
Les Grades et insignes de la marine militaire roumaine sont ceux qui figurent dans la galerie ci-dessous. Dans la marine militaire roumaine, il n'y a pas de distinction entre Officiers et Officiers mariniers, ni entre Officiers et Officiers sortis du rang : tous sans exception doivent passer par les trois à cinq années de formation de l'Académie Navale „Mircea l'Ancien” (en roumain: Academia Navală „Mircea cel Bătrân”, équivalent de l'École navale française) de Constanza qui ne prend que les meilleurs élèves des lycées scientifiques et techniques de Roumanie et dont les examens d'entrée sont notoirement sélectifs. La formation comprend une année d'amarinage à bord du voilier-école „Mircea”.

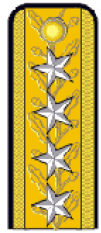
Amiral 4 étoiles
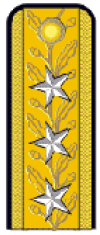
Amiral 3 étoiles
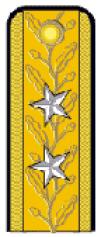
Contre-amiral
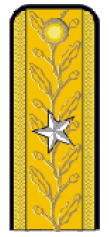
Contre-amiral d'escadre
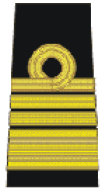
Commandant de vaisseau
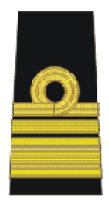
Capitaine de frégate
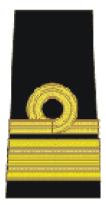
Lieutenant de vaisseau
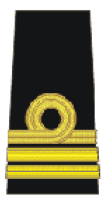
Premier maître
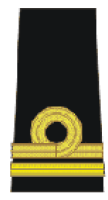
Second maître
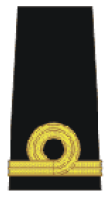
Quartier-maître
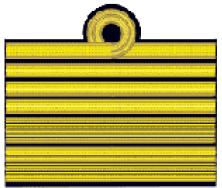
Amiral 4 étoiles
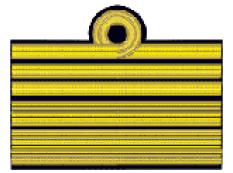
Amiral 3 étoiles
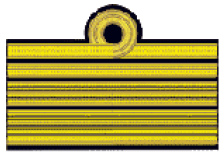
Contre-amiral
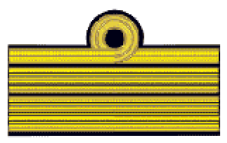
Contre-amiral d'escadre
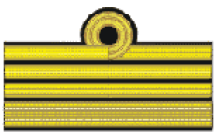
Commandant de vaisseau
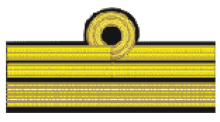
Capitaine de frégate
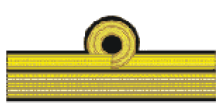
Lieutenant de vaisseau
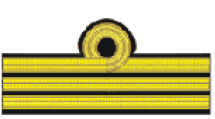
Premier maître
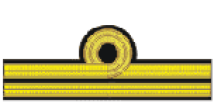
Second maître
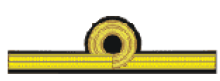
Quartier-maître
Pavillon d'Amiral 4 étoiles, commandant la Flotte
Pavillon d'Amiral 3 étoiles, commandant la Flotte en second
Pavillon de Contre-Amiral, commandant une escadre
Pavillon de Contre-Amiral d'escadre, commandant une unité importante
Pavillon d'un Commandant de vaisseau